# Giuseppe Puglioli
Giuseppe Puglioli (Molinella, 7 ottobre 1905 – Brescia, 19 gennaio 1982) è stato un calciatore italiano, di ruolo portiere.

## Carriera
Con la Virtus Bologna disputa 2 gare con un gol subito nel campionato di Prima Divisione 1922-1923.
L'estate successiva lascia la squadra bolognese e passa alla SPAL, dove disputa 37 gare con 68 gol subiti nei campionati di Prima Divisione 1924-1925 e 1925-1926.
Lascia la SPAL nel 1926 e in seguito gioca nella Pistoiese in Prima Divisione.

## Palmarès

### Club

#### Competizioni nazionali
- Seconda Divisione: 1

SPAL: 1925-1926